# 旁遮普天津技术大学
旁遮普天津技术大学（英語：Punjab Tianjin University of Technology），简称PTUT、旁遮普天津大学，位于巴基斯坦旁遮普省的首府拉合尔市，是中华人民共和国天津市的天津工业大学、天津城建大学、天津职业技术师范大学与巴基斯坦旁遮普省拉合尔工程技术大学共同建设的一所高等院校，2018年3月正式建校，是中巴经济走廊的第一个教育合作项目。

## 历史
在合作协议正式签署前，天津工业大学等高校于2017年2月为巴基斯坦相关专业师资进行了短期培训，同时选派学科专业包括院长、系主任在内的高级教学管理人员赴巴基斯坦任职任教。2017年5月，一带一路国际合作高峰论坛举行之际，巴基斯坦旁遮普省首席部长穆罕默德·夏巴兹·谢里夫、教育部长拉那·马苏德等访问天津并与天津市教育委员会签署工作会谈备忘录，就建立现代职业技术学院旁遮普省分校等事宜进行了探讨。11月，巴基斯坦旁遮普省技术教育与职业培训部与天津城建大学、天津工业大学和天津职业技术师范大学就签署的《关于设立旁遮普天津技术大学的合作协议》的实施细节进行了讨论。2017年12月，中华人民共和国天津市与巴基斯坦旁遮普省正式签署合作协议，天津工业大学、天津职业技术师范大学、天津城建大学与巴基斯坦旁遮普省共建的“旁遮普天津技术大学”。
2018年3月23日，旁遮普天津技术大学在拉合尔市正式开学并举办了建校典礼。

## 院系设置
建校初期，旁遮普天津技术大学设立机电工程学院、纺织与服装学院、建筑与土木工程学院和高级汉语专业，开设电气工程、机械工程、汽车工程、纺织工程、服装设计、建筑学、土木工程、高级汉语八个专业，培养本科层次技术技能型人才。其中，天津工业大学重点支持纺织与服装学院的建设，天津职业技术师范大学重点支持机电工程学院的建设，天津城建大学重点支持建筑与土木工程学院的建设。